# 陽痿血管手術
陽痿血管手術是一種醫學泌尿科男性學中以挑除、阻塞、或通流血管而治療陽痿的一種手術。大致分為二類:靜脈手術和動脈手術。